# 森貴洋
森 貴洋（もり たかひろ、1978年 - ）は毎日放送（MBS）のテレビプロデューサー、ディレクター。

## 来歴・人物
京都大学経済学部卒業後、2001年に毎日放送に入社した。「?マジっすか!」「中川家ん!」「ジャイケルマクソン」など深夜のバラエティ番組に多く携わり、また「オールザッツ漫才」「MBS新世代漫才アワード」などの漫才番組も多く演出。「なまみつ（リニューアル後）」および後継番組の「ロケみつ 〜ロケ×ロケ×ロケ〜」では総合演出を担当した。
「MBS新世代漫才アワード」「ロケみつ」演出の功績により、第19回関西ディレクター大賞優秀賞（平成21年度、「大賞」に次ぐ表彰）を受賞した。
「ロケみつ」桜 稲垣早希のブログ旅シリーズでは、第壱章『関西縦断ブログ旅』から『目指せ!ポルトガル ヨーロッパ横断ブログ旅』の途中まで、カメラマン兼務のチーフディレクターとして旅に同行。番組内では『親玉』の通称で呼ばれ、顔は出さずに現地で稲垣らと会話をする声のみの出演を行なっていた。同ブログ旅シリーズの市販DVDでも副音声でレギュラー出演しており、稲垣へのツッコミや旅の裏話披露などを行なっている。
椅子マニア。オリックス・バファローズのファンであり、「ごぶごぶ」を担当するようになってからオリックス応援企画が増えた。

## 現在の担当番組
- 痛快!明石家電視台
- バズ★ナイトナマー!
- 田村淳のコンテンツHolic

## 過去の担当番組
- ロケみつ（旧「なまみつ」→「ロケみつ〜ロケ×ロケ×ロケ〜」→「ロケみつ ザ・ワールド」）
- ?マジっすか!
- 中川家ん!
- ジャイケルマクソン
- 上方漫才まつり
- オールザッツ漫才
- MBS新世代漫才アワード
- 熱血!テレビ番長
- 笑道
- ごぶごぶ
- 吉本陸上競技会
- 堂本剛のやからね
- 水野真紀の魔法のレストランRほか